# Рутка (річка)
Ру́тка (рос. Рутка, марій. Рӹде) — річка в Марій Ел і Кіровській області РФ, ліва притока Волги. Довжина — 153 км, сточище — 1950 км². Живлення переважно снігове. Повінь в квітні — травні. Середня витрата води за 51 км від гирла 7,32 м³/сек. Замерзає в листопаді — на початку грудня, розкривається у квітні. Сплавна.